# Rally d'Australia 1999
Il Rally d'Australia 1999, ufficialmente denominato 12th Telstra Rally Australia, è stata la tredicesima prova del campionato del mondo rally 1999 nonché la dodicesima edizione del Rally d'Australia e la decima con valenza mondiale. La manifestazione si è svolta dal 4 al 7 novembre sugli sterrati che attraversano le zone costiere dell'Australia Occidentale.
L'evento è stato vinto dal britannico Richard Burns, navigato dal connazionale Robert Reid, al volante di una Subaru Impreza WRC99 della scuderia Subaru World Rally Team, davanti alla coppia spagnola formata da Carlos Sainz e Luis Moya, su Toyota Corolla WRC del Toyota Castrol Team, e a quella composta da Tommi Mäkinen e Risto Mannisenmäki, su Mitsubishi Lancer Evo VI della squadra Marlboro Mitsubishi Ralliart. Il risultato finale fu altresì decisivo per l'assegnazione dei titoli piloti e costruttori 1999, che andarono rispettivamente a Tommi Mäkinen, al suo quarto alloro iridato consecutivo, e alla squadra Toyota, per la terza volta vincitrice del mondiale marche.
Venne riproposto il format della TV stage per la terza volta in stagione (le altre furono al Tour de Corse e al rally di Finlandia), ovvero l'ultima prova speciale dell'appuntamento iridato coperta in diretta TV, tuttavia in questa occasione non assegnò punti aggiuntivi per i campionati piloti e costruttori.

## Dati della prova
| Denominazione ufficiale             | Telstra Rally Australia |
| Edizione N°                         | 12 |
| Tappa N°                            | 13 di 14 |
| Data manifestazione                 | da giovedì 04/11/1999 a domenica 07/11/1999 |
| Sede ospitante                      | Perth (Australia Occidentale) |
| Sedi del parco assistenza           | Prima frazione: Langley Park, Perth (Australia Occidentale); York (contea di York, Wheatbelt, Australia Occidentale); Mundaring (contea di Mundaring, Perth, Australia Occidentale). Seconda frazione: North Dandalup (contea di Murray, Peel, Australia Occidentale); Harvey (contea di Harvey, South West, Australia Occidentale); Collie (contea di Collie, South West, Australia Occidentale); Langley Park, Perth. Terza frazione: Bunnings (contea di Boddington, Peel, Australia Occidentale). |
| Superficie                          | Terra |
| Iscritti                            | 89 |
| Partiti                             | 84 |
| Arrivati                            | 49 (58,3%) |
| Prove speciali                      | 23 |
| Prova più breve                     | 2,20 km (PS1, PS11 e PS19: Langley Park Super) |
| Prova più lunga                     | 45,42 km (PS16: Wellington Dam) |
| Prova più lenta                     | velocità media di 82,16 km/h (PS19: Langley Park Super 3) |
| Prova più veloce                    | velocità media di 121,68 km/h (PS2: York Railway) |
| Lunghezza prove speciali            | 395,88 km (27,8% della distanza totale) |
| Lunghezza complessiva trasferimenti | 1028,45 km |
| Distanza totale                     | 1424,33 km |

## Itinerario
| Frazione 1 | 4 nov  | PS1    | 18:42  | Langley Park Super 1                                 | 2,20 km  | 134,99 km |  |  |
| Frazione 1 | 4 nov  |        | 18:48  | Assistenza – Langley Park, Perth (10 min)            | –        | 134,99 km |  |  |
| Frazione 1 | 5 nov  |        | 08:20  | Assistenza – York (10 min)                           | –        | 134,99 km |  |  |
| Frazione 1 | 5 nov  | PS2    | 08:42  | York Railway                                         | 5,30 km  | 134,99 km |  |  |
| Frazione 1 | 5 nov  | PS3    | 09:17  | Muresk 1                                             | 6,81 km  | 134,99 km |  |  |
| Frazione 1 | 5 nov  | PS4    | 09:28  | Muresk 2                                             | 6,81 km  | 134,99 km |  |  |
| Frazione 1 | 5 nov  |        | 10:02  | Assistenza – York (20 min)                           | –        | 134,99 km |  |  |
| Frazione 1 | 5 nov  | PS5    | 11:21  | Beraking                                             | 28,59 km | 134,99 km |  |  |
| Frazione 1 | 5 nov  | PS6    | 12:17  | Atkins 1                                             | 4,42 km  | 134,99 km |  |  |
| Frazione 1 | 5 nov  |        | 13:02  | Assistenza – Mundaring (20 min)                      | –        | 134,99 km |  |  |
| Frazione 1 | 5 nov  | PS7    | 13:40  | Kevs                                                 | 10,18 km | 134,99 km |  |  |
| Frazione 1 | 5 nov  | PS8    | 14:04  | Flynns                                               | 34,01 km | 134,99 km |  |  |
| Frazione 1 | 5 nov  |        | 14:58  | Assistenza – Mundaring (20 min)                      | –        | 134,99 km |  |  |
| Frazione 1 | 5 nov  | PS9    | 15:43  | Helena                                               | 30,05 km | 134,99 km |  |  |
| Frazione 1 | 5 nov  | PS10   | 16:20  | Atkins 2                                             | 4,42 km  | 134,99 km |  |  |
| Frazione 1 | 5 nov  |        | 16:35  | Assistenza – Mundaring (20 min)                      | –        | 134,99 km |  |  |
| Frazione 1 | 5 nov  | PS11   | 19:22  | Langley Park Super 1                                 | 2,20 km  | 134,99 km |  |  |
| Frazione 1 | 5 nov  |        | 19:28  | Assistenza – Langley Park, Perth (45 min)            | –        | 134,99 km |  |  |
|            |        |        |        |                                                      |          |           |  |  |
| Frazione 2 | 6 nov  |        | 07:02  | Assistenza – North Dandalup (10 min)                 | –        | 160,87 km |  |  |
| Frazione 2 | 6 nov  | PS12   | 07:46  | Murray Pines 1                                       | 18,53 km | 160,87 km |  |  |
| Frazione 2 | 6 nov  | PS13   | 09:04  | Harvey Weir                                          | 8,19 km  | 160,87 km |  |  |
| Frazione 2 | 6 nov  |        | 09:18  | Assistenza – Harvey (20 min)                         | –        | 160,87 km |  |  |
| Frazione 2 | 6 nov  | PS14   | 10:04  | Stirling West                                        | 15,89 km | 160,87 km |  |  |
| Frazione 2 | 6 nov  | PS15   | 10:27  | Stirling East                                        | 35,48 km | 160,87 km |  |  |
| Frazione 2 | 6 nov  |        | 11:58  | Assistenza – Collie (20 min)                         | –        | 160,87 km |  |  |
| Frazione 2 | 6 nov  | PS16   | 12:41  | Wellington Dam                                       | 45,42 km | 160,87 km |  |  |
| Frazione 2 | 6 nov  |        | 13:36  | Assistenza – Collie (20 min)                         | –        | 160,87 km |  |  |
| Frazione 2 | 6 nov  | PS17   | 14:29  | Brunswick                                            | 16,63 km | 160,87 km |  |  |
| Frazione 2 | 6 nov  |        | 15:08  | Assistenza – Harvey (10 min)                         | –        | 160,87 km |  |  |
| Frazione 2 | 6 nov  | PS18   | 16:16  | Murray Pines 2                                       | 18,53 km | 160,87 km |  |  |
| Frazione 2 | 6 nov  | PS19   | 19:29  | Langley Park Super 3                                 | 2,20 km  | 160,87 km |  |  |
| Frazione 2 | 6 nov  |        | 19:35  | Assistenza – Langley Park, Perth (45 min)            | –        | 160,87 km |  |  |
|            |        |        |        |                                                      |          |           |  |  |
| Frazione 3 | 7 nov  |        | 07:13  | Assistenza – Bunnings, Contea di Boddington (10 min) | –        | 100,02 km |  |  |
| Frazione 3 | 7 nov  | PS20   | 07:32  | Bunnings West                                        | 35,29 km | 100,02 km |  |  |
| Frazione 3 | 7 nov  |        | 08:18  | Assistenza – Bunnings, Contea di Boddington (20 min) | –        | 100,02 km |  |  |
| Frazione 3 | 7 nov  | PS21   | 08:52  | Bunnings North                                       | 36,84 km | 100,02 km |  |  |
| Frazione 3 | 7 nov  |        | 10:13  | Assistenza – Bunnings, Contea di Boddington (20 min) | –        | 100,02 km |  |  |
| Frazione 3 | 7 nov  | PS22   | 10:42  | Bunnings South                                       | 25,16 km | 100,02 km |  |  |
| Frazione 3 | 7 nov  |        | 11:08  | Assistenza – Bunnings, Contea di Boddington (10 min) | –        | 100,02 km |  |  |
| Frazione 3 | 7 nov  | PS23   | 12:30  | Michelin TV Stage                                    | 2,73 km  | 100,02 km |  |  |
| Frazione 3 | 7 nov  |        | 12:37  | Assistenza – Bunnings, Contea di Boddington (10 min) | –        | 100,02 km |  |  |
| Totale     | Totale | Totale | Totale | Totale                                               | Totale   | 395,88 km |  |  |

## Risultati

### Classifica
| Pos.                                 | Nº       | Pilota            | Co-pilota          | Auto                         | Squadra                      | Classe    | Tempo     | Distacco | Punti    |
| Generale                             | Generale | Generale          | Generale           | Generale                     | Generale                     | Generale  | Generale  | Generale | Generale |
| ------------------------------------ | -------- | ----------------- | ------------------ | ---------------------------- | ---------------------------- | --------- | --------- | -------- | -------- |
| 1.                                   | 5        | Richard Burns     | Robert Reid        | Subaru Impreza WRC99         | Subaru World Rally Team      | WRC       | 3h44'31"5 | –        | 10       |
| 2.                                   | 3        | Carlos Sainz      | Luis Moya          | Toyota Corolla WRC           | Toyota Castrol Team          | WRC       | 3h44'43"1 | +11"6    | 6        |
| 3.                                   | 1        | Tommi Mäkinen     | Risto Mannisenmäki | Mitsubishi Lancer Evo VI     | Marlboro Mitsubishi Ralliart | WRC       | 3h49'02"9 | +4'31"4  | 4        |
| 4.                                   | 2        | Freddy Loix       | Sven Smeets        | Mitsubishi Carisma GT Evo VI | Marlboro Mitsubishi Ralliart | WRC       | 3h52'04"0 | +7'32"5  | 3        |
| 5.                                   | 15       | Marcus Grönholm   | Timo Rautiainen    | Peugeot 206 WRC              | Peugeot Esso                 | WRC       | 3h52'33"4 | +8'01"9  | 2        |
| 6.                                   | 9        | Harri Rovanperä   | Risto Pietiläinen  | SEAT Córdoba WRC Evo2        | SEAT Sport                   | WRC       | 3h52'44"3 | +8'12"8  | 1        |
| 7.                                   | 8        | Thomas Rådström   | Fred Gallagher     | Ford Focus WRC               | Ford Motor Co Ltd            | WRC       | 3h53'01"2 | +8'29"7  | -        |
| 8.                                   | 23       | Toshihiro Arai    | Roger Freeman      | Subaru Impreza WRX           | Subaru Rally Team Japan      | N4 / PWRC | 4h05'49"8 | +21'18"3 | -        |
| 9.                                   | 30       | Kenneth Eriksson  | Staffan Parmander  | Hyundai Coupé Kit Car Evo2   | Hyundai Motorsport           | A7 / 2L   | 4h05'58"4 | +21'26"9 | -        |
| 10.                                  | 34       | Martin Rowe       | Derek Ringer       | Renault Mégane Maxi          | Renault Elf Dealer Rallying  | A7 / 2L   | 4h06'29"1 | +21'57"6 | -        |
| Campionato piloti vetture produzione |          |                   |                    |                              |                              |           |           |          |          |
| 1. (8.)                              | 23       | Toshihiro Arai    | Roger Freeman      | Subaru Impreza WRX           | Subaru Rally Team Japan      | N4 / PWRC | 4h05'49"8 | –        | 13       |
| 2. (11.)                             | 24       | Ed Ordynski       | Iain Stewart       | Mitsubishi Lancer Evo V      | Mitsubishi Ralliart          | N4 / PWRC | 4h06'39"9 | +50"1    | 8        |
| 3. (12.)                             | 27       | Uwe Nittel        | Terry Harryman     | Mitsubishi Lancer Evo V      | -                            | N4 / PWRC | 4h07'03"9 | +1'14"1  | 5        |
| 4. (15.)                             | 28       | Katsuhiko Taguchi | Ron Teoh           | Mitsubishi Lancer Evo VI     | Mitsubishi Ralliart Malaysia | N4 / PWRC | 4h12'08"8 | +6'19"0  | 3        |
| 5. (17.)                             | 38       | Yujiro Nishio     | Akirako Yamaguchi  | Subaru Impreza WRX           | -                            | N4 / PWRC | 4h13'45"2 | +7'55"4  | 2        |
| 6. (18.)                             | 39       | Dean Herridge     | Jim Carlton        | Subaru Impreza WRX           | -                            | N4 / PWRC | 4h13'51"7 | +8'01"9  | 1        |
| Coppa FIA 2 litri costruttori        |          |                   |                    |                              |                              |           |           |          |          |
| 1. (9.)                              | 30       | Kenneth Eriksson  | Staffan Parmander  | Hyundai Coupé Kit Car Evo2   | Hyundai Motorsport           | A7 / 2L   | 4h05'58"4 | –        | 10       |
| 2. (10.)                             | 34       | Martin Rowe       | Derek Ringer       | Renault Mégane Maxi          | Renault Elf Dealer Rallying  | A7 / 2L   | 4h06'29"1 | +30"7    | 6        |
| 3. (14.)                             | 32       | Alister McRae     | David Senior       | Hyundai Coupé Kit Car Evo2   | Hyundai Motorsport           | A7 / 2L   | 4h11'58"8 | +6'00"4  | 4        |
| 4. (19.)                             | 31       | Tapio Laukkanen   | Kaj Lindström      | Renault Mégane Maxi          | Renault Elf Dealer Rallying  | A7 / 2L   | 4h14'46"7 | +8'48"3  | 3        |

| Principali ritiri | Principali ritiri | Principali ritiri | Principali ritiri | Principali ritiri    | Principali ritiri       | Principali ritiri | Principali ritiri | Principali ritiri |
| PS                | Nº                | Pilota            | Co-pilota         | Auto                 | Squadra                 | Classe            | Causa             | Pos.              |
| ----------------- | ----------------- | ----------------- | ----------------- | -------------------- | ----------------------- | ----------------- | ----------------- | ----------------- |
| PS 5              | 6                 | Juha Kankkunen    | Juha Repo         | Subaru Impreza WRC99 | Subaru World Rally Team | WRC               | Sospensione       | 3º                |
| PS 7              | 4                 | Didier Auriol     | Denis Giraudet    | Toyota Corolla WRC   | Toyota Castrol Team     | WRC               | Motore            | 5º                |
| PS 12             | 7                 | Colin McRae       | Nicky Grist       | Ford Focus WRC       | Ford Motor Co Ltd       | WRC               | Incidente         | 3º                |
| PS 12             | 14                | François Delecour | Daniel Grataloup  | Peugeot 206 WRC      | Peugeot Esso            | WRC               | Cambio            | 11º               |

Legenda
| Icona | Classe                                                                                  |
| ----- | --------------------------------------------------------------------------------------- |
| WRC   | Equipaggio che può conquistare punti per il campionato costruttori WRC                  |
| WRC   | Equipaggio di classe A8 che non può conquistare punti per il campionato costruttori WRC |
| PWRC  | Equipaggio registrato al campionato PWRC                                                |
| 2L    | Equipaggio registrato alla Coppa FIA 2 litri costruttori                                |
| TC    | Equipaggio registrato alla Coppa FIA squadre                                            |
|       | Ulteriori classificazioni                                                               |

### Prove speciali
| Frazione   | Data  | Prova | Ora   | Nome                 | Lunghezza | Vincitori                                          | Tempo   | Leader del rally                 |
| ---------- | ----- | ----- | ----- | -------------------- | --------- | -------------------------------------------------- | ------- | -------------------------------- |
| Frazione 1 | 4 nov | PS1   | 18:42 | Langley Park Super 1 | 2,20 km   | Colin McRae Nicky Grist                            | 1'35"5  | Colin McRae Nicky Grist          |
| Frazione 1 | 5 nov | PS2   | 08:42 | York Railway         | 5,30 km   | Didier Auriol Denis Giraudet                       | 2'36"8  | Didier Auriol Denis Giraudet     |
| Frazione 1 | 5 nov | PS3   | 09:17 | Muresk 1             | 6,81 km   | Didier Auriol Denis Giraudet                       | 3'28"9  | Didier Auriol Denis Giraudet     |
| Frazione 1 | 5 nov | PS4   | 09:28 | Muresk 2             | 6,81 km   | Didier Auriol Denis Giraudet                       | 3'25"3  | Didier Auriol Denis Giraudet     |
| Frazione 1 | 5 nov | PS5   | 11:21 | Beraking             | 28,59 km  | Tommi Mäkinen Risto Mannisenmäki                   | 15'54"2 | Didier Auriol Denis Giraudet     |
| Frazione 1 | 5 nov | PS6   | 12:17 | Atkins 1             | 4,42 km   | Richard Burns Robert Reid                          | 3'00"9  | Colin McRae Nicky Grist          |
| Frazione 1 | 5 nov | PS7   | 13:40 | Kevs                 | 10,18 km  | Colin McRae Nicky Grist                            | 5'48"4  | Colin McRae Nicky Grist          |
| Frazione 1 | 5 nov | PS8   | 14:04 | Flynns               | 34,01 km  | Richard Burns Robert Reid                          | 20'00"0 | Tommi Mäkinen Risto Mannisenmäki |
| Frazione 1 | 5 nov | PS9   | 15:43 | Helena               | 30,05 km  | Carlos Sainz Luis Moya                             | 16'36"9 | Carlos Sainz Luis Moya           |
| Frazione 1 | 5 nov | PS10  | 16:20 | Atkins 2             | 4,42 km   | Carlos Sainz Luis Moya                             | 2'58"5  | Carlos Sainz Luis Moya           |
| Frazione 1 | 5 nov | PS11  | 19:22 | Langley Park Super 2 | 2,20 km   | Carlos Sainz Luis Moya                             | 1'36"0  | Carlos Sainz Luis Moya           |
|            |       |       |       |                      |           |                                                    |         |                                  |
| Frazione 2 | 6 nov | PS12  | 07:46 | Murray Pines 1       | 18,53 km  | Richard Burns Robert Reid                          | 10'56"2 | Richard Burns Robert Reid        |
| Frazione 2 | 6 nov | PS13  | 09:04 | Harvey Weir          | 8,19 km   | Richard Burns Robert Reid                          | 4'47"5  | Richard Burns Robert Reid        |
| Frazione 2 | 6 nov | PS14  | 10:04 | Stirling West        | 15,89 km  | Richard Burns Robert Reid                          | 9'37"5  | Richard Burns Robert Reid        |
| Frazione 2 | 6 nov | PS15  | 10:27 | Stirling East        | 35,48 km  | Carlos Sainz Luis Moya                             | 19'58"0 | Richard Burns Robert Reid        |
| Frazione 2 | 6 nov | PS16  | 12:41 | Wellington Dam       | 45,42 km  | Richard Burns Robert Reid                          | 25'40"8 | Richard Burns Robert Reid        |
| Frazione 2 | 6 nov | PS17  | 14:29 | Brunswick            | 16,63 km  | Carlos Sainz Luis Moya e Richard Burns Robert Reid | 9'14"6  | Richard Burns Robert Reid        |
| Frazione 2 | 6 nov | PS18  | 16:16 | Murray Pines 2       | 18,53 km  | Carlos Sainz Luis Moya                             | 10'49"2 | Richard Burns Robert Reid        |
| Frazione 2 | 6 nov | PS19  | 19:29 | Langley Park Super 3 | 2,20 km   | Carlos Sainz Luis Moya                             | 1'36"4  | Richard Burns Robert Reid        |
|            |       |       |       |                      |           |                                                    |         | Richard Burns Robert Reid        |
| Frazione 3 | 7 nov | PS20  | 07:32 | Bunnings West        | 35,29 km  | Carlos Sainz Luis Moya                             | 17'38"6 | Richard Burns Robert Reid        |
| Frazione 3 | 7 nov | PS21  | 08:52 | Bunnings North       | 36,84 km  | Richard Burns Robert Reid                          | 19'47"9 | Richard Burns Robert Reid        |
| Frazione 3 | 7 nov | PS22  | 10:42 | Bunnings South       | 25,16 km  | Carlos Sainz Luis Moya                             | 15'09"2 | Richard Burns Robert Reid        |
| Frazione 3 | 7 nov | PS23  | 12:30 | Michelin TV Stage    | 2,73 km   | Carlos Sainz Luis Moya                             | 1'36"1  | Richard Burns Robert Reid        |

## Classifiche mondiali
Mäkinen e Toyota si sono laureati campioni del mondo con una gara d'anticipo. Il pilota finlandese infatti poteva soltanto essere raggiunto da Auriol ma il francese aveva al suo attivo una sola vittoria contro le quattro di Mäkinen, il quale lo avrebbe quindi sopravanzato anche a pari punti al termine della stagione.
Classifica piloti
| Pos. | Pos. | Pilota            | Punti |
| ---- | ---- | ----------------- | ----- |
| 1    |      | Tommi Mäkinen     | 62    |
| 2    |      | Didier Auriol     | 52    |
| 3    | 2    | Richard Burns     | 45    |
| 4    |      | Carlos Sainz      | 44    |
| 5    | 2    | Juha Kankkunen    | 38    |
| 6    |      | Colin McRae       | 23    |
| 7    |      | Philippe Bugalski | 20    |
| 8    |      | Freddy Loix       | 12    |
| 9    |      | Gilles Panizzi    | 6     |
| 10   |      | Jesús Puras       | 6     |
| 11   |      | Toni Gardemeister | 6     |
| 12   | 1    | Harri Rovanperä   | 6     |
| 13   | 1    | Thomas Rådström   | 5     |
| 14   |      | Marcus Grönholm   | 5     |
| 15   |      | François Delecour | 3     |
| 16   |      | Ian Duncan        | 3     |
| 17   |      | Bruno Thiry       | 3     |
| 18   |      | Markko Märtin     | 2     |
| 19   |      | Petter Solberg    | 2     |
| 20   |      | Possum Bourne     | 2     |
| 20   |      | Andrea Aghini     | 2     |
| 22   |      | Volkan Işık       | 1     |
| 23   |      | Piero Liatti      | 1     |
| 24   |      | Leonidas Kirkos   | 1     |

Classifica costruttori WRC
| Pos. | Pos. | Squadra                      | Punti |
| ---- | ---- | ---------------------------- | ----- |
| 1    |      | Toyota Castrol Team          | 109   |
| 2    |      | Subaru World Rally Team      | 89    |
| 3    |      | Marlboro Mitsubishi Ralliart | 81    |
| 4    |      | Ford Motor Co Ltd            | 36    |
| 5    |      | SEAT Sport                   | 19    |
| 6    |      | Peugeot Esso                 | 11    |
| 7    |      | Škoda Motorsport             | 3     |